# Tomás Cámara

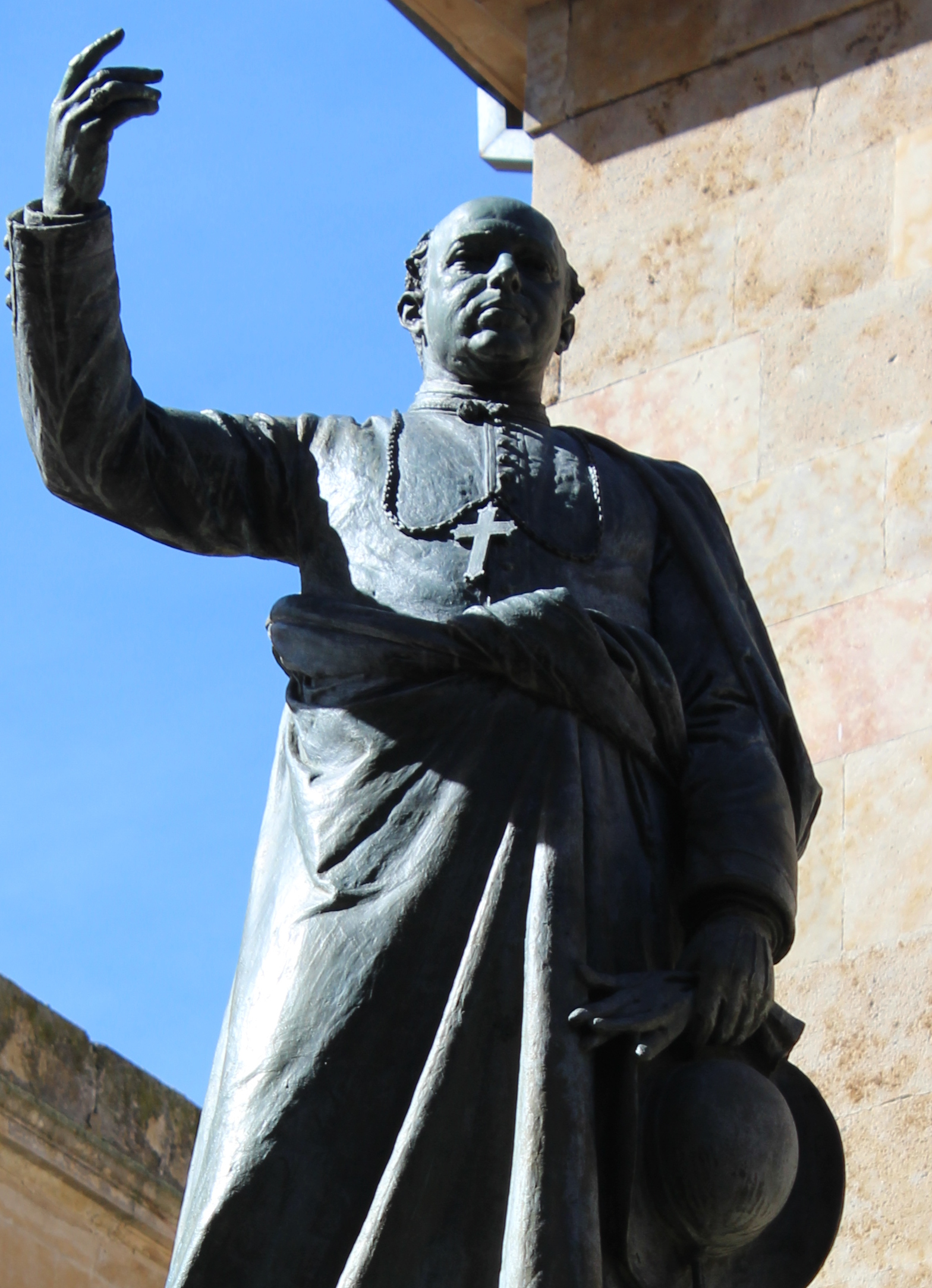
Estatua dedicada al Padre Cámara en Salamanca.

Tomás Cámara y Castro, conocido popularmente como "padre Cámara", nació en Torrecilla de Cameros (La Rioja) el 19 de septiembre de 1847 y falleció en Villaharta (Córdoba) el 17 de mayo de 1904. Fue obispo de Salamanca desde 1885 a 1904.

## Obispo de Salamanca
Mientras ocupó la Diócesis de Salamanca logró un amplio apoyo popular al acudir a Macotera a atender personalmente a los enfermos de peste y lograr la construcción del Hospital de Santa Ana, un hospital en el mismo Macotera. Además durante el periodo en que fue obispo trabajó para conseguir la construcción y restauración de templos religiosos tanto en la ciudad como en la provincia destacando; la construcción de la iglesia de San Juan de Sahagún y la restauración del Colegio de Calatrava en Salamanca y el inicio de las obras de la Basílica de Santa Teresa en Alba de Tormes.
Paralelamente, el padre Cámara hizo carrera en política llegando a ser senador del reino, miembro del consejo de Su Majestad. A su labor política y eclesiástica, se le unió su actividad como escritor.
También creó en el Colegio Calatrava un centro de Estudios Superiores Eclesiásticos para mejorar la formación del clero. Fue académico correspondiente de la Real Academia Española.

## Intento de excomunión del catedrático Pedro Dorado Montero
Mantuvo una fuerte disputa ideológica en 1897 con el jurista y criminalista Pedro Dorado Montero, desencadenada como consecuencia de una denuncia de un grupo de alumnos de éste en la que se le acusaba de revolucionario y de seguir doctrinas deterministas y materialistas que "no sólo son groseros errores filosóficos, sino herejías opuestas a los dogmas de nuestra Sacrosanta Religión Cristiana".  El padre Cámara lanzó la propuesta de excomunión contra Dorado Montero al que pretendía echar de la Universidad. Tras varios meses de polémica, el rector de la Universidad (Mamés Esperabé) respaldó a Dorado Montero, acogiéndose a una circular del Ministerio de Fomento sobre "amparo a los catedráticos en el ejercicio de su profesión". Según indica Valentí Camp, "el Gobierno conservador estuvo muy cerca de dictar una medida arbitraria semejante a la de Manuel Orovio, cuando separó del profesorado a Nicolás Salmerón, Francisco Giner de los Ríos y otros eminentes catedráticos. Pero Cánovas no se atrevió con Dorado Montero, que sostuvo en aquella ocasión, con bravura, su punto de vista, defendiendo la libertad de la cátedra, al amparo del artículo 11 de nuestra Constitución." Sin embargo, los encontronazos de Cámara con el nuevo rector Miguel de Unamuno empezaron a sucederse después.

## Obras
Dejó escritas varias obras, entre las que destacan: 
- Contestación a la Historia de los Conflictos entre la religión y la ciencia.
- Vida y escritos del beato Alonso de Orozco, predicador del rey Felipe II.
- Vida de San Juan de Sahagún.
- La Libertad y el liberalismo.
- De la fe católica.
- De la oración.
- Las obras de la misericordia.
- Dotación del culto y clero.
- Los mandamientos de la Santa Madre Iglesia.

| Predecesor: Narciso Martínez Izquierdo | Obispo de Salamanca 1885-1904 | Sucesor: Francisco Javier Valdés y Noriega |